# Édouard Carpentier
Édouard Ignacz Weiczorkiewicz, maggiormente conosciuto con il ring name Édouard Carpentier (Roanne, 17 luglio 1926 – Montréal, 30 ottobre 2010), è stato un wrestler francese naturalizzato canadese.
Nel corso della sua carriera durata dagli anni cinquanta agli anni settanta, conquistò svariati titoli mondiali.

## Biografia
Weiczorkiewicz nacque nel 1926 a Roanne, Loire, Francia, da padre russo e madre polacca. Si unì alla resistenza francese durante la seconda guerra mondiale per combattere l'occupazione nazista. Alla fine della guerra, venne premiato con la Croix de Guerre e la Croix du Combattant dal governo francese. Nel 1956 si trasferì in Canada a Montreal (Québec) e successivamente ottenne la cittadinanza canadese.

## Carriera
Beniamino del pubblico, Carpentier fu uno dei primi wrestler a deliziare i fan con manovre acrobatiche sul ring. Nel corso di carriera fu sempre un face ed ebbe numerosi feud con wrestler heel, il più famoso dei suoi avversari fu il leggendario Killer Kowalski.
Il culmine della sua carriera fu la conquista del NWA World Heavyweight Championship nel 1957. Vinse il titolo contro Lou Thesz il 14 giugno 1957. Però solo alcune federazioni affiliate alla NWA riconobbero ufficialmente il passaggio di cintura, mentre per altre era ancora campione Thesz a causa della controversa fine del match (Lou Thesz aveva dovuto abbandonare l'incontro a causa di un infortunio alla schiena). Questa disputa portò a una scissione dalla NWA e alla nascita della American Wrestling Association e di altre organizzazioni, tutte con un proprio titolo mondiale. Successivamente, Carpentier venne riconosciuto come primo detentore del titolo World Heavyweight Championship (Omaha version) della AWA.
Nel 1962 Carpentier fu nel main event al Madison Square Garden in tre occasioni diverse con il partner di tag team Bobo Brazil. La coppia ebbe due incontri importanti con Buddy Rogers & Handsome Johnny Barend; ed un altro con Rogers & Killer Kowalski. Carpentier lottò svariate volte in coppia con Antonino Rocca e Vittorio Apollo. In incontri singoli disputati al Garden, sconfisse Giant Baba, Skull Murphy, Magnificent Maurice, e Hans Mortier.
Dopo il ritiro dal ring, insegnò in una scuola di wrestling. Nei primi anni ottanta svolse anche l'attività di commentatore televisivo per la Grand Prix Wrestling di Montreal, ed in seguito, per la World Wrestling Federation, quando la WWF acquisì la Grand Prix Wrestling nel 1985.

## Morte

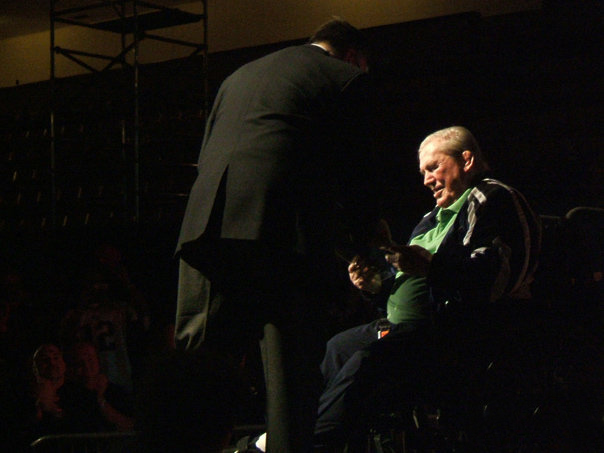
Carpentier nel marzo 2010

Il 30 ottobre 2010, Carpentier morì a causa di un infarto nella sua casa di Montréal, all'età di 84 anni. In precedenza aveva avuto già un altro infarto nel 2000.

## Personaggio
Mossa finale
- Flying head scissors

Manager
- Bob Langevin

Soprannome
- "The Flying Frenchman"

## Titoli e riconoscimenti
- Atlantic Athletic Commission
  - Atlantic Athletic Commission World Heavyweight Championship (1)
- American Wrestling Association
  - World Heavyweight Championship (Omaha version) (1)
- International Wrestling Alliance
  - IWA World Heavyweight Championship (Chicago version) (1)
- Lutte Internationale
  - Canadian International Heavyweight Championship (2)
  - Canadian International Tag Team Championship (1) - con Mad Dog Vachon
- Montreal Athletic Commission / International Wrestling Alliance
  - International Heavyweight Championship (Montreal version) (5)
- National Wrestling Alliance
  - NWA World Heavyweight Championship (1)[2]
- North American Wrestling Alliance/Worldwide Wrestling Associates/NWA Hollywood Wrestling
  - NWA Americas Heavyweight Championship (1)
  - WWA World Heavyweight Championship (Los Angeles version) (2)
  - WWA World Tag Team Championship (2) - con Ernie Ladd (1) e Bob Ellis (1)
  - WWA International Television Tag Team Championship (4) - con Sandor Szabo (2), Nick Bockwinkel (1) ed Ernie Ladd (1)
- Professional Wrestling Hall of Fame and Museum
  - (Classe del 2010) - TV Era
- Stampede Wrestling
  - Stampede Wrestling Hall of Fame[3]
- Wrestling Observer Newsletter
  - Wrestling Observer Newsletter Hall of Fame (Classe del 1997)